# Sage-Allen
Sage-Allen was een middelgrote warenhuisketen in Hartford, Connecticut. De winkel was een vaste waarde in het zuiden van New England en was ankerhuurder in een aantal kleinere lokale en regionale winkelcentra in Connecticut, Massachusetts en later New Hampshire, totdat het in 1994 de deuren sloot.

## Geschiedenis
Sage-Allen opende voor het eerst zijn deuren in 1889 op de hoek van Main Street en Pratt Street in een gebouwd dat voordien de textielwinkel Talcott & Post huisvestte. In 1898 breidde Sage-Allen zijn gebouw uit. Verdere uitbreidingen en veranderingen van de vlaggenschipwinkel volgden in 1905, 1911, 1917, 1929 en 1967.
Het warenhuis Sage-Allen was bekend om zijn kleding, huishoudelijke artikelen, accessoires en kinderkleding. De vlaggenschipwinkel in het centrum van Hartford werd beschouwd als een kleinere maar gerespecteerde rivaal van de grotere en dominante G. Fox & Co.-warenhuis een blok verderop. Sage-Allen expandeerde na de Tweede Wereldoorlog veel eerder naar de voorsteden dan concurrent G. Fox & Co. en opende eerst in een aantal kleinere centra voordat er openingen volgden in moderne winkelcentra. 
Het bedrijf begon halverwege tot eind jaren 1980 langzaam achteruit te gaan, wat werd versneld door de ernstige economische recessie die de regio begin jaren 1990 trof. Om de winstgevendheid van de detailhandelaar te vergroten, werd een fusie tot stand gebracht met een andere kleine regionale warenhuisketen, Addis & Dey's uit Syracuse, New York. Ondanks pogingen van Sage-Dey, zoals het gefuseerde bedrijf heette, om zijn economische positie te versterken, vroeg het in 1992 vroeg het in 1992 faillissement aan en sloot het in 1994 zijn deuren. 

## Sage-Allen-gebouw
Het vlaggenschipgebouw van Sage-Allen in het centrum van Hartford, gebouwd in 1898, is gerestaureerd en bevat nu zowel winkelruimte als luxe appartementen. De winkel stond bekend om de vrijstaande 'Sage-Allen'-klok, een plaatselijk herkenningspunt, die op het trottoir voor de winkel in Main Street stond. In 1992 werd de klok tijdens een storm beschadigd. Later werd de klok gerepareerd en op een ander trottoir in de stad teruggeplaatst. Het belang van de klok als oriëntatiepunt in Main Street werd onderkend bij de projectontwikkelaars van het Sage-Allen-gebouw en er werd een deal gesloten om de klok terug te plaatsen naar zijn oorspronkelijke plaats. Na de terugkeer op de oorspronkelijke plaats in de zomer van 2007 werd een klokkenspecialist ingeschakeld om de klok opnieuw te starten.